# أوتو إتش يورك
أوتو إتش يورك (بالإنجليزية: Otto H. York)‏ هو مهندس أمريكي، ولد في 1910، وتوفي في 12 يوليو 2007.